# تشارلي برادي هوزر
تشارلي برادي هوزر هو سياسي أمريكي، ولد في 13 أكتوبر 1917، وتوفي في 11 نوفمبر 2007.